# Apocrypta mega
Apocrypta mega är en stekelart som beskrevs av Ulenberg 1985. Apocrypta mega ingår i släktet Apocrypta och familjen fikonsteklar.
Artens utbredningsområde är Papua Nya Guinea. Inga underarter finns listade i Catalogue of Life.